# Globicornis sulcata
Globicornis sulcata is een keversoort uit de familie spektorren (Dermestidae). De wetenschappelijke naam van de soort werd in 1866 gepubliceerd door Brisout de Barneville.